# أكويم
أكويم هي قرية من قرى مدينة ورزازات توجد على الطريق رقم تسعة الرابطة بين مراكش، وورزازات تبعد عن مركز المدينة ب 65 كلم، وتنتمي إلى تراب جماعة أغرم نوكدال.
تتوفر القرية على بنية تحتية تستجب لكثير من المتطلبات، حيث تتوفـر على مدارس ابتدائية، و إعدادية، وثانوية، وبها دار الطالب والطالبة، ومسجدين، ومستوصف، وصيدلية، وعيادة طبية خاصة، ومحطة وقود، ومؤسسة بنكية، ومكاتب إدارية و، فندق ( تيغبولة ) والثانى كبير في طور الإنجاز لمستثمرمن المنطقة. وسوق أسبوعي (يوم السبت)ـ يعتبرسوق السبت لأكويم الأسبوعي، قديمًا من أهم الأسواق لكونه الوحيد في المنطقة ويتوافد عليه عدد كبير من القبائل المجاورة لاقتناء حاجاتهم الضرورية، ويعتبر نقطة هامة لتجار المنطقة . أما اليوم فهو يقام يوم السبت عوض الإثنين، وتقلصت أهميته.

## عدد الدواوير
تنتمى قرية أكويم إلى قبيلة تزكى نوزاليم كلاوة الجنوبية التي يبلغ عـدد دواويرها 24 دوارا وهـــي كالتالي:
1. إينْكَالْ
2. أَكْــويمْ
3. زَاويتْ
4. أَنْـكْريمْ
5. طَازَاضُوتْ
6. تَارْكَـ
7. آيْتْ حَمْدْ
8. تَاوْريرْتْ
9. إيكيسْ
10. إيلْحْيَانْ
11. إيزُوغَارْ
12. إيميضَرْ
13. تيوُرْجْدَالْ
14. تَاكيمَال
15. تيزيرينْ
16. تيكَاعْبينْ
17. تيسَلْدَايْ
18. لاَلَة صْفية على
19. أَمَسينْ
20. آيْتْ وَعَزي
21. أَيْتْ إيبُورْكْ
22. تَازْكْزَاوْتْ
23. آيْتْ نَاصَرْ
24. أَديغَانْ